# Полєськ
Полєськ (рос. Полесск, до 1946 року Лабіау, нім. Labiau) ) — місто Полєського району, Калінінградської області Росії. Входить до складу Полєського міського поселення.
Населення —  7115 осіб (2015 рік). 